# 495 до н. е.

## Події
- 495 — консули Аппій Клавдій Сабін Інрегіллен і Публій Сервілій Приск Структ[1].
- 495 (496) — Під час війни багато людей, призваних у військо, відмовилося виступити в похід. Сервілій тимчасово призупинив дію боргових законів, хлібороби з'явилися у військо, і римляни здобули перемогу.
- 495/4 — Афінський архонт-епонім Філіп.
- * 495 — Гестією захоплює Візантій і стає тираном.
- 495 — Клеомен I створює Пелопоннеський союз.
- 495-450- Правитель Македонії Олександр I. Об'єднання Південної Македонії.

## Народились
- Перикл — давньогрецький політичний діяч.

## Померли
- Піфагор Самоський (570—490 рр. до н. е.) — давньогрецький філософ, математик і містик, творець релігійно-філософської школи піфагорійців.